# Tarrytown (New York)
Tarrytown ist ein Village im Westchester County im US-Bundesstaat New York. Im Jahr 2010 bei der Volkszählung hatte Tarrytown 11.277 Einwohner.
Tarrytown befindet sich im nordwestlichen Teil der Stadt Greenburgh, New York. Die Tappan Zee Bridge kreuzt hier den Hudson River. Die meisten Einwohner der Stadt sind europäischer Herkunft. Der Roman The Virgin Heiress (deutsch Drachenzähne) von Ellery Queen ist in Tarrytown angesiedelt, das Buch Memoirs of a Teenage Amnesiac von Gabrielle Zevin spielt hauptsächlich im Gebiet von Tarrytown und Sleepy Hollow.

## Geographie
Der Ort liegt am östlichen Ufer des Hudson Rivers im mittleren Bereich der Tappan Zee, etwa 40 km nördlich von Midtown Manhattan in New York City. Nördlich von Tarrytown liegt Sleepy Hollow – die Grenze zwischen beiden Ortschaften wird durch den Andre Creek gebildet –, südlich Irvington und im Osten liegen gemeindefreie Gebiete von Greenburgh.
Nach den Angaben des United States Census Bureau hat das Village eine Fläche von 14,7 km², wovon 7,7 km² auf Land und 7,0 km² (= 47,54 %) auf Gewässer entfallen.

## Geschichte
Die ersten bekannten Bewohner in der Gegend waren Indianer vom Stamm der Weckquaesgeeks, die mit den Wappinger verwandt waren. Sie angelten und jagten am Fluss und in der Umgebung, bauten Mais und Getreide an und tauschten Pelze mit den niederländischen Siedlern. Das erste Haus wurde von niederländischen Siedlern 1645 erbaut. Diese waren Fallensteller und Fischer, aber auch Farmer, die vor allem Weizen anbauten. Dies soll dem Ort dann auch den Namen gegeben haben, Terve Town, was dann später zu Tarrytown wurde. Der Schriftsteller Washington Irving erklärt die Herkunft des Namens allerdings anders. In seinem Werk The Legend Of Sleepy Hollow schreibt er, dass der Name von Ehefrauen geprägt wurde, deren Männer an Markttagen die Dorfschenke besuchten. 1681 erwarb der Geschäftsmann Frederick Philippse große Ländereien, die sich vom Croton River bis an den Spuyten Duyvil Creek und vom Hudson River ostwärts bis zum Bronx River erstreckten, insgesamt 36.000 Hektar. Er baute ein Haus und eine Getreidemühle, wo sich heute Sleepy Hollow befindet. Die Mühle florierte und wurde nach Philippses Tod durch dessen Sohn erweitert.
Während des 18. Jahrhunderts entwickelte sich die Bevölkerung Tarrytowns langsam weiter. Während des Unabhängigkeitskrieges kam es am 23. September 1780 in Tarrytown zur Gefangennahme von John André, einem britischen Spion. Dieser war am Tag zuvor in ein Scharmützel zwischen Loyalisten und Patrioten geraten, nachdem er von Benedict Arnold Pläne der Befestigungen in West Point erhalten hatte, die er nach New York City ins britische Hauptquartier bringen sollte. Der Milizionär John Paulding, der aus britischer Gefangenschaft geflohen war, trug einen Mantel hessischer Soldaten und Andre dachte, sie seien Verbündete. Die Pläne wurden in einem Stiefel Andres entdeckt. Andre, der in Zivilkleidung unterwegs war, wurde am 2. Oktober 1780 in Tappan gehängt. An das Ereignis erinnert ein 1853 gewidmetes Denkmal.
Die neugebaute New York and Hudson River Railroad von New York City nach Albany wurde 1849 eröffnet und änderte die Wirtschaft der Stadt nachhaltig. Der Schiffsverkehr ging zurück. Die Bahnstrecke führte zu einem Wandel von der Landwirtschaft hin zur industriellen Produktion von Gütern. Die von 1845 bis 1969 bestehende Orchard Street wurde zur Hauptgeschäftsstraße des Ortes. Die Straße und die Häuser an ihr wurden 1969 im Rahmen eines Stadterneuerungsprogramms abgerissen. Ein Kutschenmacher öffnete 1868 seine Werkstatt, und 1871 entstand die Schuhfabrik der Brüder Silver, die schließlich 150 Arbeiter beschäftigte. Eine Fabrik für dampfgetriebene Pumpen nahm 1875 die Produktion auf und eine Textilfabrik wurde 1881 aus New Jersey hierher verlegt.
Gegen Ende des 19. Jahrhunderts entstanden in Tarrytown eine Reihe von Landhäusern wohlhabender New Yorker Bürger, etwa Carollcliff, des Generals und Reisekorrespondenten Howard Caroll, Hillcrest von William Casey (das später zwei Jahre Mark Twain gehörte) oder John D. Rockefellers Kykuit. Das von Alexander Jackson Davis entworfene Lyndhurst wurde zu einer National Historic Landmark erklärt. Die von William Wallace in Auftrag gegebene Tarrytown Music Hall entstand 1885 im Queen Anne Style und ist das älteste noch funktionierende Theater im Westchester County. Neben mehreren Präsidenten, die hier Reden hielten, traten bekannte Musiker wie Tony Bennett, Joan Baez oder Dizzy Gillespie in dem Theater auf.
Ab 1899 wurden in Tarrytown Fahrzeuge gebaut, zunächst durch Maxwell-Briscoe und ab 1915 von Chevrolet, das 1918 in General Motors aufging. Während des Zweiten Weltkrieges wurde dieser Betrieb, der sich eigentlich auf dem Gebiet von Sleepy Hollow befindet, auf die Produktion von Flügeln für Bomber umgestellt. In dieser Zeit beschäftigte Eastern Aircraft rund 10.000 Arbeiter, darunter 2.900 Frauen.
Nach dreijähriger Bauzeit wurde 1955 die erste Tappan Zee Bridge (2017 bis 2019 abgerissen) und 2017 die zweite neu erbaute Tappan Zee Bridge für den Verkehr freigegeben.

## Wirtschaft
Der Ort ist Sitz des Biotech-Unternehmens Regeneron Pharmaceuticals, das unter anderem Impfstoffe herstellt, die in der Covid-19-Pandemie von Bedeutung sind.

## Verkehr
Tarrytown liegt am östlichen Ende der Tappan Zee Bridge, über die der New York State Thruway den Hudson River quert. Die I-87 führt von der Brücke südwärts nach New York City, die Interstate 287 führt nach Osten und bindet dort an Saw Mill River Parkway, Taconic State Parkway, Sprain Brook Parkway, Meritt Parkway/Hutchinson River Parkway und Interstate 95.
Tarrytown wird von der Metro-North Railroad bedient. Die Stadt liegt an der Hudson Line, die New York Citys Grand Central Terminal mit Poughkeepsie verbindet. Tarrytown ist ein Haupthaltepunkt der Linie, weil viele Pendler aus dem Rockland County hier den Fluss überqueren, um die Expresszüge nach Manhattan zu erreichen.

## Sehenswürdigkeiten
- Lyndhurst, ein neugotischer Landsitz, der einst Jay Gould gehörte;
- Sunnyside, der einstige Wohnsitz des Schriftstellers Washington Irving
- Christ Episcopal Church
- First Baptist Church of Tarrytown

## Demographie
Zum Zeitpunkt des United States Census 2000 bewohnten Tarrytown 11.090 Personen. Die Bevölkerungsdichte betrug 1436,9 Personen pro km². Es gab 4688 Wohneinheiten, durchschnittlich 607,4 pro km². Die Bevölkerung Tarrytowns bestand zu 77,44 % aus Weißen, 7,04 % Schwarzen oder African American, 0,22 % Native American, 6,49 % Asian, 0,05 % Pacific Islander, 5,29 % gaben an, anderen Rassen anzugehören und 3,47 % nannten zwei oder mehr Rassen. 16,17 % der Bevölkerung erklärten, Hispanos oder Latinos jeglicher Rasse zu sein.
Die Bewohner Tarrytowns verteilten sich auf 4533 Haushalte, von denen in 26,6 % Kinder unter 18 Jahren lebten. 48,5 % der Haushalte stellten Verheiratete, 9,6 % hatten einen weiblichen Haushaltsvorstand ohne Ehemann und 39,0 % bildeten keine Familien. 31,2 % der Haushalte bestanden aus Einzelpersonen und in 9,7 % aller Haushalte lebte jemand im Alter von 65 Jahren oder mehr alleine. Die durchschnittliche Haushaltsgröße betrug 2,33 und die durchschnittliche Familiengröße 2,95 Personen.
Die Bevölkerung verteilte sich auf 19,7 % Minderjährige, 8,6 % 18–24-Jährige, 34,8 % 25–44-Jährige, 22,5 % 45–64-Jährige und 14,4 % im Alter von 65 Jahren oder mehr. Das Durchschnittsalter betrug 37 Jahre. Auf jeweils 100 Frauen entfielen 82,5 Männer. Bei den über 18-Jährigen entfielen auf 100 Frauen 77,8 Männer.
Das mittlere Haushaltseinkommen in Tarrytown betrug 68.762 US-Dollar und das mittlere Familieneinkommen erreichte die Höhe von 82.445 US-Dollar. Das Durchschnittseinkommen der Männer betrug 61.699 US-Dollar, gegenüber 41.054 US-Dollar bei den Frauen. Das Pro-Kopf-Einkommen belief sich auf 39.472 US-Dollar. 4,7 % der Bevölkerung und 1,8 % der Familien hatten ein Einkommen unterhalb der Armutsgrenze, davon waren 5,4 % der Minderjährigen und 4,6 % der Altersgruppe 65 Jahre und mehr betroffen.

## Religiöses Leben
Tarrytowns christliche Kirchen decken alle größeren Glaubensrichtungen ab; darunter Episkopale, Baptisten, Katholiken, Methodisten und Reformierte. Die Foster Memorial AME Zion Church an der Wildey Avenue ist die älteste Kirche der afroamerikanischen Gemeinschaft im Westchester County. Das Bauwerk ist in das National Register of Historic Places eingetragen.
In Tarrytown existiert auch eine jüdische Gemeinschaft.

## Söhne und Töchter der Stadt
- Bob Akin (1936–2002), Unternehmer, Journalist, Automobilrennfahrer und Rennstallbesitzer
- Sue de Beer (* 1973), Videokünstlerin, Fotografin und Bildhauerin
- Robert Brown Gardner (1939–1998), Mathematiker
- Rockwell Kent (1882–1971), Maler und Grafiker
- Carmen Leggio (1927–2009), Jazz-Saxophonist
- Deborah Markowitz (* 1961), Anwältin und Politikerin, Secretary of State von Vermont
- Charles D. Millard (1873–1944), Jurist und Politiker, Vertreter von New York im US-Repräsentantenhaus
- Moon Hyung-jin (* 1979), Präsident der Vereinigungskirche
- Moses F. Odell (1818–1866), Politiker, Vertreter von New York im US-Repräsentantenhaus
- William Paulding junior (1770–1854), Jurist, Politiker und Offizier, Vertreter von New York im US-Repräsentantenhaus
- Brett Pesce (* 1994), Eishockeyspieler
- Jordan Rapp (* 1980), Duathlet und Triathlet
- Robert Schade (1861–1912), Maler
- Vanessa Lynn Williams (* 1963), Schauspielerin und Sängerin